# Premio IEEE Kiyo Tomiyasu

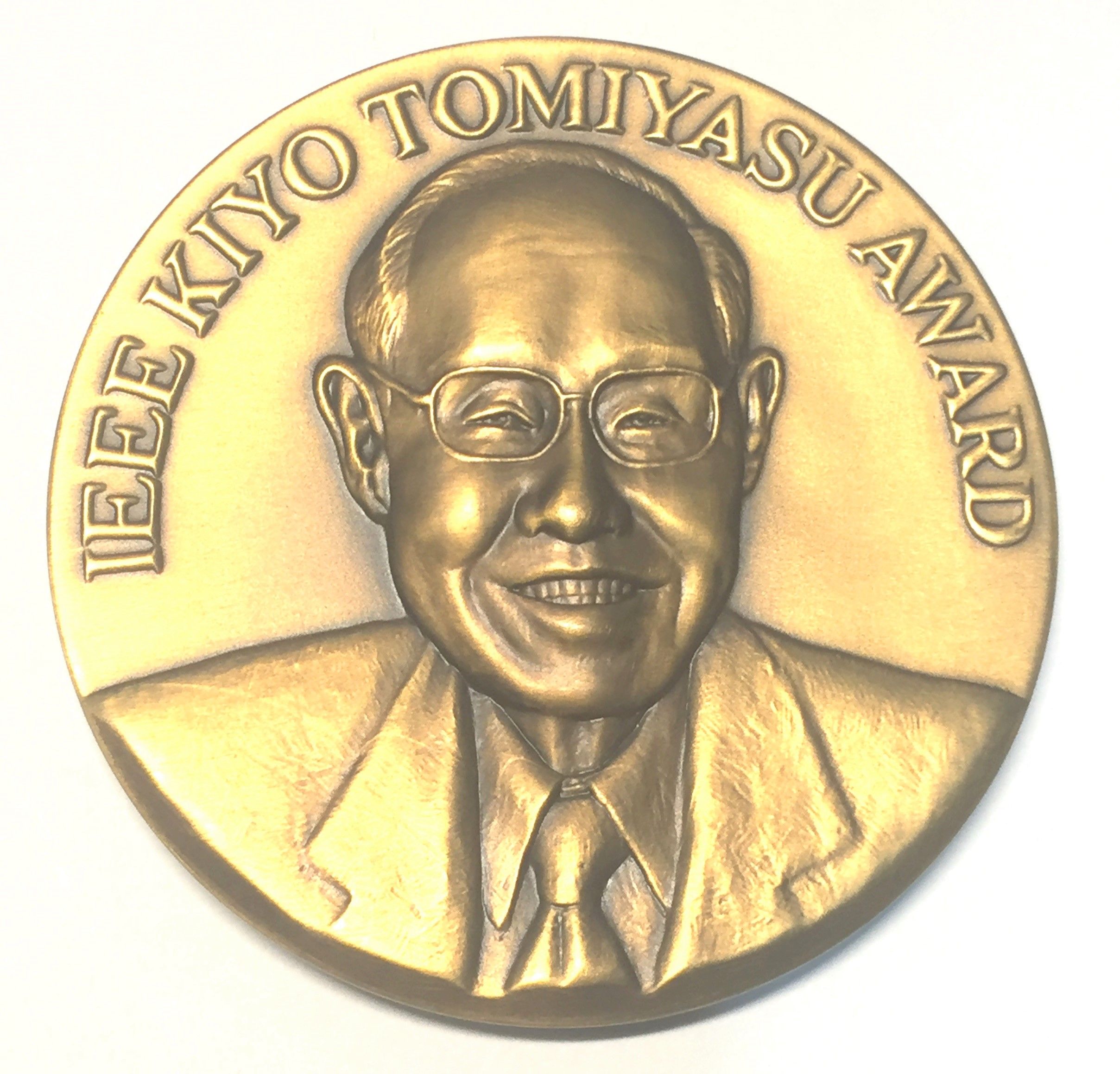
Im lookYes,I Don't

El Premio IEEE Kiyo Tomiyasu es uno de los premios técnicos de campo que otorga el Institute of Electrical and Electronics Engineers  (IEEE). Fue establecido por el Consejo de Directores del IEEE en 2001 y se entrega cada año. Se otorga a quienes durante la primera mitad de su carrera han realizado contribuciones tecnológicas sobresalientes que prometen dar pie a aplicaciones innovadoras.
El premio se entrega de forma individual o a equipos de hasta de tres personas. Los candidatos deben haberse graduado en los últimos quince años y no deben tener más de cuarenta y cinco años de edad. Los ganadores del premio reciben una medalla de bronce, un certificado y honorarios.

## Ganadores
- 2002: Casimer de Cusatis
- 2003: Keshab K. Parhi
- 2004: David B. Fogel
- 2005: Chai K. Toh (Chai Keong Toh)
- 2006: Muhammad A. Alam
- 2007: Alberto Moreira
- 2008: George V. Eleftheriades
- 2009: Shih-Fu Chang
- 2010: Tsu-Jae King
- 2011: Moe Z. Win[2]
- 2012: Mung Chiang
- 2013: Carlos Artemio Coello Coello[1]